# One Piece: Pirate Warriors 2
One Piece: Pirate Warriors 2, ou One Piece: Kaizoku Musou Tsu (ワンピース 海賊無双2) au Japon, est un jeu vidéo de type hack 'n' slash développé par Omega Force et édité par Namco Bandai en 2013 sur PlayStation 3 et PlayStation Vita
Le jeu ne suit pas la trame du manga original, car l'histoire se passe après l'ellipse des 2 ans et que Barbe Blanche et Ace sont encore vivants.
Arrivé dans l'ancien laboratoire de Vegapunk à Punk Hazard, l'équipage (à part Luffy et Nami) trouve des sortes de « dials » sur des tables. Chacun des membres en ramasse un et un gaz violet commence à s'en échapper. C'est à partir de ce moment que l'équipage (à part Luffy et Nami) se montre hostile.
Au fur et à mesure du jeu, le joueur doit combattre contre l'Équipage de Chapeau de paille (sauf Luffy et Nami), la Marine, des zombies de Gecko Moria et d'autres personnages d'équipages. À chaque fin d'épisode, un ou plusieurs personnages peuvent être débloqués.
Il y a deux fins différentes : l'une avec Barbe Noire et les deux fruits du démon, et une autre fin avec seulement son fruit des ténèbres. Ce dernier épisode se débloque en faisant les quêtes annexes « Partenaire ». Les deux grands antagonistes du jeu sont Barbe Noire et Gecko Moria.

## Personnages jouables, leur surnom et leurs tenues jouables[1]
- Monkey D. Luffy, chapeau de paille
- Roronoa Zoro, le chasseur de pirates
- Nami, la féline
- Usopp, le maître des pop greens
- Sanji, à la jambe noire
- Tony-Tony Chopper, le mangeur de barbe à papa
- Nico Robin, l'enfant démoniaque
- Franky, le cyborg
- Brook, Soul King
- Smoker, le chasseur blanc
- Jinbe, le paladin des mers
- Marco, le phœnix
- Kuzan Aokiji, le faisan bleu (Tenue Amiral et Tenue Civil)
- Perona, la princesse fantôme
- Boa Hancock, l'impératrice pirate ou la princesse serpent
- Portgas D. Ace, poings ardents
- Bartholomew Kuma, le Tyran
- Dracule Mihawk, œil de faucon
- Crocodile, Mr 0 (Tenue normale et Tenue à Marineford)
- Baggy, le clown (Tenue normale, Tenue prisonnier et Tenue à Marineford)
- Monkey D. Garp, la poigne
- Edward Newgate, Barbe Blanche
- Trafalgar Law, le chirurgien de la mort
- Borsalino Kizaru, le singe jaune (Tenue normale et Tenue 2 ans plus tôt)
- Ener, le dieu
- Sakazuki Akainu, le chien rouge
- Marshall D. Teach, Barbe Noire
- Monkey D. Luffy (2 ans plus tôt)
- Roronoa Zoro (2 ans plus tôt)
- Nami (2 ans plus tôt) (Tenue à Orange et Tenue à Drum)
- Sanji (2 ans plus tôt)
- Usopp (2 ans plus tôt)
- Tony-Tony Chopper (2 ans plus tôt)
- Nico Robin (2 ans plus tôt) (Tenue CP9 et Tenue Miss All Sunday)
- Franky (2 ans plus tôt)
- Brook (2 ans plus tôt)
- Marshall D. Teach, Barbe Noire, double pouvoir